# コーネル・キャパ
コーネル・キャパ（Cornell Capa, 1918年4月14日 - 2008年5月23日）は、ハンガリー生まれのアメリカの写真家。国際的写真家グループ「マグナム・フォト」のメンバー。写真家のロバート・キャパは兄。ハンガリー出身なので本名は姓を先に表記し、フリードマン・コルネール（Friedmann Kornél [ˈfriːdmɒnˈkorne̝ːl]）。カパ・コルネール (Capa Kornél [ˈkɒpɒˈkorne̝ːl]) とも。

## 生涯
ブダペスト生まれ。18歳の時にパリへ転居し、兄とともに写真報道家としての仕事を始めた。1937年にコーネルはニューヨークへ移住し、ライフ誌の現像所で職を得た。アメリカ空軍への従軍を終えた1946年からはライフの写真家となり、数々の表紙写真を撮影した。その中には、司会者のジャック・パー(en)、画家のグランマ・モーゼス、俳優クラーク・ゲーブルがいた。
1954年5月、兄のロバートが北ベトナムで地雷に抵触して死亡すると、兄が設立に関わったマグナム・フォトに加わった。そこでコーネルはソビエト連邦や第三次中東戦争のイスラエルまたはアメリカの政治家などを取材した。
1967年初頭には『The Concerned Photographer』という題の書籍と展示会を発表した。この展示活動は1974年にコーネルがニューヨークに設立した国際写真センター(en)へと繋がってゆく。彼は同センター理事長を長く勤め、また1960年のアメリカ合衆国大統領選挙(en)におけるジョン・F・ケネディを取材したライフの写真など、彼の作品を多く展示した。また、アンリ・カルティエ＝ブレッソンやエリオット・アーウィットなどマグナム・フォトの同志らとケネディ就任後100日のドキュメントを発表した。
また、コーネルは兄ロバートの写真集で前書きを執筆するなど、兄の功績と記憶が忘れ去られないよう努めた。例えば、ロバートを代表する、スペイン内戦時に撮影された「崩れ落ちる兵士」について、死の瞬間を撮影していない偽物という評判が立った際、兵士の氏名と戦死した日を長い調査の末突き止め、写真の正しさと兄の名誉を護った。
2008年5月23日、ニューヨークで死去。90歳。

## 日本語文献
- 『コーネル・キャパ写真集　われらの時代』河津一哉訳、宝島社、1991年、普及版1992年